# Kaňovice (Zlíni járás)
Kaňovice település Csehországban, a Zlíni járásban. Kaňovice Biskupice, Dobrkovice, Hřivínův Újezd, Velký Ořechov és Ludkovice településekkel határos. Lakosainak száma 303 fő (2024. január 1.).

## Népesség
A település lakosságának változását az alábbi diagram mutatja:
| Lakosok száma | 198  | 224  | 253  | 315  | 316  | 273  | 279  | 290  | 276  | 303  |
|               | 1869 | 1890 | 1921 | 1950 | 1980 | 2001 | 2017 | 2019 | 2022 | 2024 |